# 申有娜
申有娜（韓語：신유나Shin Yu-na；2003年12月9日—，平山申氏第37代)， 韓國K-pop和韓國JYP娛樂旗下女子團體ITZY成員，在隊內擔任副唱、領舞、領饒舌、門面、忙內。
中學時曾是國手級福樂球球員，司職7號（相等於冰球射手型中鋒），背號77號。

## 個人經歷
2015年，因姐姐喜歡BTOB，陪同姐姐一同觀賞KBS歌謠大祝祭。在前往尋找洗手間時被JYP星探發掘。經過兩次試鏡成功於2016年進入JYP成為練習生。

### 2016至2018年：出道前
第一次試鏡JYP要求有娜攜帶小學時期的生活記錄簿，小學時的有娜有著良好的表現，從而成功通過第一次試鏡。第二次試鏡為技能測試，有娜演唱了Ailee的Evening Sky，而舞蹈只是跟著節奏拍手，但最後亦成功通過試鏡，於2016年成為JYP練習生。
2017年與同為ITZY之成員黃禮志、申留眞、李彩領和其他練習生一同參與了JYP娛樂與Mnet合作的選秀節目《Stray Kids》，在第一集中以女子2組的身份跟男子Project Team對決。
2017年參與錄製防彈少年團的LOVE YOURSELF Highlight Reel '起承轉結' MV，在影片中她在醫院與坐在輪椅上的柾國握手。

### 2019年：ITZY出道
2019年1月20日，ITZY官方網站開啟，官方YouTube頻道上傳預告影片並公開新女團團名及成員，有娜為成員之一，也秉承 「JYP 巨嬰忙內 (團體中身高最高的老么)」 傳統。
2019年2月1日，上午12點公開有娜的預告宣傳照。
2019年有娜獲得百大面相美女（TC Candler）第68名。

### 2020年–2022年
2020年4月3日，與ITZY成員禮志一同擔任音樂節目《Music Bank》的特別MC。
2022年12月16日，有娜在KBS歌謠大祝祭2022中演唱前輩歌手李孝利的歌曲《U-Go-Girl》。當時的表演服裝為粉紅色格子襯衫搭配低腰牛仔褲，完美展現出有娜的絕佳身材，至今仍廣受好評。

### 2025年：個人 YouTube 頻道
1月20日，有娜開設個人YouTube頻道《유난히빛이나 YUNA》（格外耀眼的YUNA），成為ITZY成員中首位開設個人頻道的成員。在首支影片《YUNA EP.00》中她駕駛汽車前往韓國京畿道的旅遊勝地「大阜島」，並提及未來計劃拍攝運動、烹飪、旅行等多種內容。

1月23日，YouTube頻道訂閱人數突破10萬人。

2月13日，YouTube頻道訂閱人數突破20萬人。

2月21日，突襲舉辦YouTube頻道訂閱人數突破10萬人的公約活動，與ITZY成員禮志一同於望遠漢江公園發放免費的三明治及咖啡。
3月27日，YouTube頻道訂閱人數突破30萬人。
8月17日，YouTube頻道訂閱人數突破40萬人。

## 主持
| 日期           | 電視台 | 節目名稱                        | 共同演出團員 | 備註       |
| 2020年3月19日  | Mnet   | 《M! Countdown》                | 彩領         | Special MC |
| 2020年8月20日  | Mnet   | 《M! Countdown》                | 禮志         | Special MC |
| 2021年9月26日  | SBS    | 《人氣歌謠》                    |              | Special MC |
| 2021年10月3日  | SBS    | 《人氣歌謠》                    |              | Special MC |
| 2021年10月10日 | SBS    | 《人氣歌謠》                    |              | Special MC |
| 2021年10月17日 | SBS    | 《人氣歌謠》                    |              | Special MC |
| 2021年12月25日 | SBS    | 《SBS歌謠大戰》                 |              | 主持人     |
| 2022年12月2日  | KBS2   | 《Music Bank》                  |              | Special MC |
| 2023年8月11日  | KBS    | 《K-POP SUPER LIVE 2023》       |              | 主持人     |
| 2024年10月13日 | SBS    | 《INKIGAYO LIVE in TOKYO 2024》 |              | 主持人     |
| 2025年06月13日 | KBS2   | 《Music Bank》                  |              | Special MC |

## 外部連結
- 申有娜的Instagram帳戶
- 申有娜的Youtube頻道（유난히빛이나 YUNA）